# リアル・ARC2
リアル・ARC2 (Rial ARC2) は、リアル・レーシングチームが1989年のF1世界選手権用に製作したフォーミュラ1カー。デザイナーはシュテファン・フォーバー。決勝最高成績は4位。

## 開発
リアル・レーシングは1988年シーズン、グスタフ・ブルナーの設計したARC1で3ポイントを獲得した。1989年用の新型シャシーは、大部分は前年のシャシーを踏襲した物で、シュテファン・フォーバーが設計した。ARC2は合計3台が製作された。

## レース戦績
リアルは前年アンドレア・デ・チェザリスの1台体制だったが、1989年から2台体制に拡大してグランプリに臨んだ。デ・チェザリスはBMSスクーデリア・イタリアに移籍したため、経験豊富なドイツ人ドライバーのクリスチャン・ダナーが起用された。セカンドカーのドライバーはF1ルーキーのフォルカー・ヴァイドラーであった。
開幕戦のブラジルGPでダナーは予選を17位で通過、決勝はギアボックスのトラブルでリタイアとなったが、完走扱いの14位となった。この予選17位は、リアルの同シーズン予選最高成績となった。以後はドライバー2名共に予選通過に苦しみ、ヴァイドラーは予備予選の通過もおぼつかなかった。ダナーが予選を通過したのはこのブラジルGPを加えても4戦のみで、全てがシーズン序盤のレースであった。第4戦メキシコGPでは決勝12位であったが、続く第5戦アメリカGPでは酷暑となったフェニックス市街地コースで上位チームにトラブル続発のサバイバル戦となり、生き残ったダナーは4位に入賞、3ポイントを獲得する。大雨となった第6戦カナダGPでダナーは8位でゴールしたが、ARC2が予選を通過したのはこれが最後となった。
ダナーはその後7戦連続予選落ちし、第13戦ポルトガルGP後にチームを去った。後任にはグレガー・フォイテクが加入し、第14戦スペインGPに出走。その後2戦にはベルトラン・ガショーが出走したが、両名とも予選通過することはできなかった。もう1台のヴァイドラーは9戦連続で予備予選落ちし、10戦目は予選結果から除外された。11戦目から彼に代わってピエール＝アンリ・ラファネルが起用されたが、ラファネルも予選通過することはできなかった。
ダナーがアメリカGPで獲得した3ポイントのおかげで、リアルはコンストラクターズ・ランキング13位となった。しかし最終戦終了後の11月、オーナーのギュンター・シュミットが「1990年用の新しいマシンを作る力が現在の我々には無い。今年のARC2のように戦闘力を待たないマシンで引き続き参戦しても意味がないので、来季は活動停止を決断した。」と述べ、「ドイツはツーリングカーレースは盛んだが、フォーミュラ・レースで戦うための優秀なエンジニアがいないので、エンジニアの人材が多いイギリスに新しいベースファクトリーを作って、ニューマシンを作ろうと思う。2年後にF1に戻ってくる。」と会見で述べたが、このイギリス移転構想もF1復帰参戦も実現することは無かった。
翌年から日本でレース活動をするようになったヴァイドラーはインタビューを受けた際に「リアルでは何がダメだったの?」と質問を受け、「チーム自体は悪いチームでは無かった。前の年使ってけっこう速かったARC1はイタリアで作られたんだけど、89年のARC2はドイツの小さな規模のグライダー製作会社がARC1の製作費を見て、ウチなら同じようなものをドイツ国内でもっと安く作れると言いだして、チームもその話を信じて発注した。これが大きな間違いだった。彼らはグライダーの世界では優秀なんだけど、グライダーの翼はしなるようにやわらかく作るもので、カーボンファイバー素材を使って高い剛性が必要なものを作った経験なんてなかったんだ。それがチームをめちゃめちゃにした原因で、実際グライダー屋の作ったARC2は2戦目の予選の段階でもう中古のF3シャーシのようにグニャグニャだった。でもチームは対策してくれなかった。新しいシャーシを作ろうとはしなかったし、前年のARC1を使うことも許してくれなかった。」と回答している。

## F1における全成績
(key) （太字はポールポジション）
| 年     | チーム             | エンジン              | タイヤ | ドライバー                   | 1    | 2    | 3    | 4    | 5    | 6    | 7    | 8    | 9   | 10  | 11  | 12  | 13  | 14  | 15  | 16  | ポイント | 順位 |
| ------ | ------------------ | --------------------- | ------ | ---------------------------- | ---- | ---- | ---- | ---- | ---- | ---- | ---- | ---- | --- | --- | --- | --- | --- | --- | --- | --- | -------- | ---- |
| 1989年 | リアル・レーシング | コスワース DFR 3.5 V8 | G      |                              | BRA  | SMR  | MON  | MEX  | USA  | CAN  | FRA  | GBR  | GER | HUN | BEL | ITA | POR | ESP | JPN | AUS | 3        | 13位 |
| 1989年 | リアル・レーシング | コスワース DFR 3.5 V8 | G      | クリスチャン・ダナー         | 14*  | DNQ  | DNQ  | 12   | 4    | 8    | DNQ  | DNQ  | DNQ | DNQ | DNQ | DNQ | DNQ |     |     |     | 3        | 13位 |
| 1989年 | リアル・レーシング | コスワース DFR 3.5 V8 | G      | フォルカー・ヴァイドラー     | DNPQ | DNPQ | DNPQ | DNPQ | DNPQ | DNPQ | DNPQ | DNPQ | EXC | DNQ |     |     |     |     |     |     | 3        | 13位 |
| 1989年 | リアル・レーシング | コスワース DFR 3.5 V8 | G      | ピエール＝アンリ・ラファネル |      |      |      |      |      |      |      |      |     |     | DNQ | DNQ | DNQ | DNQ | DNQ | DNQ | 3        | 13位 |
| 1989年 | リアル・レーシング | コスワース DFR 3.5 V8 | G      | グレガー・フォイテク         |      |      |      |      |      |      |      |      |     |     |     |     |     | DNQ |     |     | 3        | 13位 |
| 1989年 | リアル・レーシング | コスワース DFR 3.5 V8 | G      | ベルトラン・ガショー         |      |      |      |      |      |      |      |      |     |     |     |     |     |     | DNQ | DNQ | 3        | 13位 |

* ゴールしなかったが完走扱い。

## 注
1. 1 2 3 4 5 6  Rial ARC2 @ StatsF1
2. 1 2  Nye, 1992, p. 313
3. ↑  リアルも撤退が決定 ドイツチーム全滅 グランプリ・エクスプレス '90開幕直前号 7頁 山海堂 1990年3月10日発行
4. ↑  フォルカー・バイドラー いつまでもニッポンで走る！ Racing OnNo.121 86頁 1992年6月15日発行

## 参照
- Nye, Doug (1992). Autocourse History of the Grand Prix Car 1966-1991. Richmond, Surrey, United Kingdom: Hazelton Publishing. ISBN 0905138945